# Пърси Сайкс
Сър Пърси Молзуърт Сайкс (на английски: Percy Molesworth Sykes) е британски бригаден генерал, дипломат, пътешественик-изследовател, автор на исторически, географски и биографични произведения.

## Биография

### Произход и образование (1867 – 1893)
Роден е на 28 февруари 1867 година в Бромптън, Кент, Англия, в семейството на пастор. Завършва спортно училище, а след това Кралския военен колеж Сандхърст. През 1888 г., в състава на 2-ри драгунски полк, е прехвърлен в Индия.

### Експедиции в Иран (1893 – 1901)
От 1893 до 1901 г. извършва шест военно-дипломатически експедиции в Иран, като изследва малко изследвани и неизследвани територии в централната част на Иранската планинска земя (през 1893), в Белуджистан (през 1894) и в Систан (през 1897 – 1901).
За проведените от него изследвания през 1899 г. Кралското географско дружество го награждава с парична премия, а през 1902 му присъжда златен медал.

### Военна кариера и дипломатическа дейност (1901 – 1945)
По време на Англо-бурската война служи в разузнавателното управление. През 1902 г. постъпва в индийската армия. През следващите няколко години извършва пътувания с изследователска и дипломатическа цел в Близкия изток, а през 1906 е назначен за британски генерален консул в провинция Хузестан в Иран.
През 1915 г. е произведен в бригаден генерал и със съгласието на иранското правителство оглавява военно-дипломатическа мисия в Южен Иран с цел противопоставяне на германското влияние в района. През 1917 г. заслугата му е призната от иранското правителство, което до края на Първата световна война му възлага още няколко дипломатически задачи в различни конфликтни райони на страната.
През 1924 г. се пенсионира от армията с чин бригаден генерал. От 1932 и до смъртта си е почетен секретар на Кралското дружество за Централна Азия (сега Кралско дружество по азиатските въпроси), което в негова чест издава възпоменателен медал.
Умира на 11 юни 1945 година в Лондон на 78-годишна възраст.